# Zale postmedialis
Zale postmedialis är en fjärilsart som beskrevs av Embrik Strand 1917. Zale postmedialis ingår i släktet Zale och familjen nattflyn. Inga underarter finns listade i Catalogue of Life.